# Band on the Run (песня)

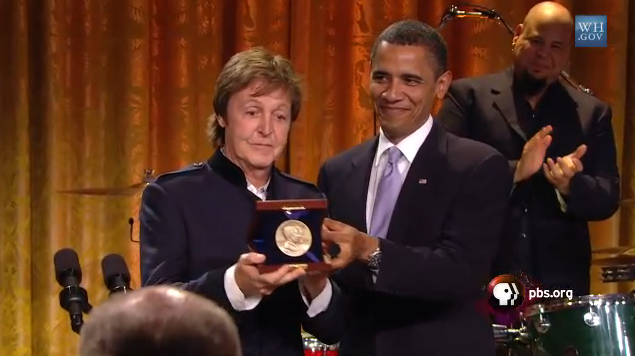
Пол Маккартни, получив Гершвиновскую премию за вклад в популя́рную пе́сню из рук Барака Обамы, исполнил со своей группой песню Band on the Run.

«Band on the Run» — песня в исполнении группы Wings, написанная Полом Маккартни и Линдой Маккартни с альбома Band on the Run, вышедшая в апреле 1974 года и возглавлявшая чарты США (Billboard Hot 100), Канады и Новой Зеландии. В Великобритании он вышел 28 июня 1974 года и достиг третьего места в UK Singles Chart. Британский журнал New Musical Express включил данную композицию в свой список «500 величайших песен всех времён», разместив её в нём на 286-й позиции.

## История
Сингл был сертифицирован Американской ассоциацией звукозаписывающих компаний (Recording Industry Association of America) в золотом статусе за продажи в объёме более чем 1 млн копий. К сентябрю 1974 года он также достиг золотого статуса и в Великобритании (BPI). Сингл стал вторым для группы, достигшим № 1 в США (Billboard Hot 100). 1 июня 2008 года Маккартни вместе с Дейвом Гролом, солистом группы Foo Fighters, исполнял эту песню на концерте в Ливерпуле. Грол играл на гитаре и исполнял бэк-вокал на «Band on the Run», а затем сыграл на ударных в таких песнях Beatles, как «Back in the U.S.S.R.» и «I Saw Her Standing There». Позднее, Грол также исполнял Band on the Run вместе с группой Пола на церемонии 2010 года в Белом Доме на вручении Маккартни Гершвиновской премии за вклад в популя́рную пе́сню. Американская певица Тори Эймос исполнила фрагмент этой песни на своём концертном турне Plugged '98 Tour.

## Участники записи
- Пол Маккартни — вокал, гитара, ударные
- Линда Маккартни — бэк-вокал, клавишные
- Денни Лэйн — бэк-вокал, гитара (в том числе 12-струнная)

## Чарты
| Чарт                                       | Высшая позиция |
| ------------------------------------------ | -------------- |
| Canada (RPM 100 Top Singles)               | 1              |
| Japan (Oricon)                             | 58             |
| Netherlands (Dutch Top 40)                 | 7              |
| New Zealand (RIANZ)                        | 1              |
| UK Singles Chart (Official Charts Company) | 3              |
| US Billboard Hot 100                       | 1              |
| US Easy Listening (Billboard)              | 22             |